# ピエトロ・フマゾーニ・ビオンディ
ピエトロ・フマゾーニ・ビオンディ（イタリア語：Pietro Fumasoni Biondi, 1872年9月4日 - 1960年7月12日）は、ローマ・カトリック教会のイタリアの枢機卿。1933年からその死まで福音宣教省長官を務めた。1931年に枢機卿の位に挙げられた。

## 生涯
彼は貴族のフィリッポとジェルトリュード・フマゾーニ・ビオンディを両親にローマで生まれた。彼にはイエズスの聖心宣教女子修道会に入会し、マザー・ジェルトリュードとして知られるようになった妹がいた。教皇庁立ローマ神学校で学んだ後、1897年4月17日にルチド・パロッキィ枢機卿より司祭に叙階された。1897年から1916年まで、彼はウルバノ大学の教授で聖布教宣教省の職員であった。.
1916年11月14日に、ビオンディは東インドの教皇使節とドクレアの名義司教に任命された。彼はその年の12月10日に、ウルバノ大学のチャペルでベネディクト会のドメニコ・セラフィーニ枢機卿が司式し、ジョセフ・レグランド司教とアゴスティーノ・ツァムピーニ司教の補佐による司教聖別を受けた。この役職では、彼は積極的にバチカンと日本との関係の改善を試みた。1919年12月6日に日本への教皇公使、1921年6月14日には福音宣教省秘書官、そして1922年はアメリカ合衆国への教皇公使に指名された。1927年に、彼はバチカンがニューヨーク州知事であるアル・スミスのアメリカ大統領選挙に関心が無いことを宣言した。
教皇ピウス11世は1933年3月13日の教皇枢密会議でビオンディをサンタ・クローチェ・イン・ジェルサレメの枢機卿にし、その3日後には福音宣教省長官に指名した。彼は1935年8月20日に、テラモの国家規模の聖体会議に教皇全権として務めた。彼は1939年と1958年のコンクラーベに参加した枢機卿の一人となった。
ビオンディはローマで87歳で亡くなり、カンポ・ディ・ヴェラーノ墓地に葬られた。